# Goianorte
Goianorte är en kommun i Brasilien.   Den ligger i delstaten Tocantins, i den centrala delen av landet, 800 km norr om huvudstaden Brasília. Antalet invånare är 4 960.
Omgivningarna runt Goianorte är huvudsakligen savann. Runt Goianorte är det mycket glesbefolkat, med 2 invånare per kvadratkilometer.